# Сражение на Бигла
Сражението на Бигла или Сражението при Писодерската кула е битка по време на Илинденско-Преображенското въстание между чети на Вътрешната македоно-одринска революционна организация с османски войски на Бигла над село Писодер.
На 4 август 1903 година рано сутринта отряд на ВМОРО от около 600 – 700 души напада Писодер и запалва кулата в селото. В селото османците разполагат общо с 2 000 души войска, артилерия и кавалерия. Една от четите опитва да заеме възвишенията над селото с изненада, но дава сражение на подготвено отделение от турски аскер от около 300 – 400 души, което прави опит за същото. След това четниците от Костурско заемат височините Копачката, Гьоргово Глава и Езерцето, а тези от Леринско под войводството на Георги Попхристов се разполагат на Кирчова долина, Голем Рундзел и Малък Рундзел над Търсие. Последва турско настъпление, но до обяд заемат само височината Езерцето, при което излагат фланга си на обкръжение. С падането на вечерта сражението приключва, османците дават над 40 души жертви и се оттегля към Лерин, като междувременно опожарява село Арменско, а въстаниците се насочват към Писодер и укрепената му от гарнизон кула, която обаче остава непревзета. Четите се оттеглят с шестима убити и трима ранени.